# Atletism la Jocurile Olimpice de vară din 2024 - Maraton marș (mixt)
Proba de atletism maraton marș de la Jocurile Olimpice de vară din 2024 a avut loc pe 7 august 2024 pe străzile Parisului, sosirea a avut loc pe Stade de France.
Această probă a fost organizată pentru prima dată, fiind introdusă în urma desființării cursei masculine de 50 de kilometri marș. Fiecare echipă a fost alcătuită dintr-o femeie și un bărbat, care au parcurs distanța unui maraton (42,195 kilometri) sub formă de ștafetă, în patru etape împărțită pe aceeași distanță. Pentru o perioadă, s-a luat în considerare și varianta mixtă de 35 de kilometri marș.

## Program
Orele sunt ora Franței (UTC+1) 
| Data                    | Oră   | Etapă  |
| ----------------------- | ----- | ------ |
| Miercuri, 7 august 2024 | 07:30 | Finala |

## Rezultate
| Loc | Atleți                                                                        | Țară      | Timp                    | Timp total | Timp față de câștigător | Note   |
| --- | ----------------------------------------------------------------------------- | --------- | ----------------------- | ---------- | ----------------------- | ------ |
| 1   | Álvaro Martín María Pérez Álvaro Martín María Pérez                           | Spania    | 43:33 42:56 38:11 45:51 | 2:50:31    |                         | RL, SB |
| 2   | Brian Pintado Glenda Morejón Brian Pintado Glenda Morejón                     | Ecuador   | 43:33 42:55 38:15 46:39 | 2:51:22    | +0:51                   | PB     |
| 3   | Rhydian Cowley Jemima Montag Rhydian Cowley Jemima Montag                     | Australia | 43:55 42:27 39:25 45:51 | 2:51:38    | +01:07                  | PB     |
| 4   | César Rodríguez Kimberly García César Rodríguez Kimberly García               | Peru      | 44:12 42:12 39:56 45:36 | 2:51:56    | +01:25                  |        |
| 5   | Ever Palma Alegna González Ever Palma Alegna González                         | Mexic     | 44:22 42:01 40:50 45:25 | 2:52:38    | +02:07                  |        |
| 6   | Massimo Stano Antonella Palmisano Massimo Stano Antonella Palmisano           | Italia    | 43:40 42:53 38:54 48:25 | 2:53:52    | +03:21                  |        |
| 7   | Caio Bonfim Viviane Lyra Caio Bonfim Viviane Lyra                             | Brazilia  | 43:33 43:05 39:33 47:57 | 2:54:08    | +03:37                  |        |
| 8   | Masatora Kawano Kumiko Okada Masatora Kawano Kumiko Okada                     | Japonia   | 43:33 43:58 39:49 48:20 | 2:55:40    | +05:09                  |        |
| 9   | Miguel Ángel López Cristina Montesinos Miguel Ángel López Cristina Montesinos | Spania    | 44:27 44:14 39:34 47:55 | 2:56:10    | +05:39                  |        |
| 10  | Christopher Linke Saskia Feige Christopher Linke Saskia Feige                 | Germania  | 43:32 44:13 40:24 48:05 | 2:56:14    | +05:43                  |        |
| 11  | Aurélien Quinion Clémence Beretta Aurélien Quinion Clémence Beretta           | Franța    | 43:58 43:50 40:19 48:47 | 2:56:54    | +06:23                  |        |
| 12  | Mateo Romero Sandra Arenas Mateo Romero Sandra Arenas                         | Columbia  | 44:57 44:09 41:01 47:47 | 2:57:54    | +07:23                  |        |
| 13  | Eiki Takahashi Ayane Yanai Eiki Takahashi Ayane Yanai                         | Japonia   | 44:04 44:40 39:35 49:49 | 2:58:08    | +07:37                  |        |
| 14  | He Xianghong Qieyang Shijie He Xianghong Qieyang Shijie                       | China     | 44:49 42:39 43:38 48:07 | 2:59:13    | +08:42                  |        |
| 15  | Zhang Jun Yang Jiayu Zhang Jun Yang Jiayu                                     | China     | 43:41 42:42 40:23 48:57 | 3:00:43    | +10:12                  | PN     |
| 16  | Maher Ben Hlima Olga Chojecka Maher Ben Hlima Olga Chojecka                   | Polonia   | 45:32 44:40 41:48 48:55 | 3:00:55    | +10:24                  |        |
| 17  | Ivan Banzeruk Liudmila Oleanovska Ivan Banzeruk Liudmila Oleanovska           | Ucraina   | 45:4343:23 44:38 48:06  | 3:01:50    | +11:09                  |        |
| 18  | Dominik Černý Hana Burzalová Dominik Černý Hana Burzalová                     | Slovacia  | 46:09 46:35 41:33 49:37 | 3:03:54    | +13:23                  |        |
| 19  | César Herrera Laura Chalarca César Herrera Laura Chalarca                     | Columbia  | 45:43 45:23 41:51 50:59 | 3:03:56    | +13:25                  |        |
| 20  | Evan Dunfee Olivia Lundman Evan Dunfee Olivia Lundman                         | Canada    | 43:41 47:23 39:51 51:02 | 3:04:57    | +14:26                  | PN     |
| 21  | Bence Venyercsán Barbara Olah Bence Venyercsán Barbara Olah                   | Ungaria   | 45:43 46:17 42:07 51:11 | 3:05:18    | +14:47                  |        |
| 22  | Declan Tingay Rebecca Henderson Declan Tingay Rebecca Henderson               | Australia | 47:23 46:23 42:00 50:35 | 3:09:21    | +18:50                  | PN     |
| 23  | Mazlum Demir Ayşe Tekdal Mazlum Demir Ayşe Tekdal                             | Turcia    | 46:08 49:59 42:37 56:09 | 3:14:53    | +24:22                  |        |
|     | Vít Hlaváč Eliška Martínková Vít Hlaváč Eliška Martínková                     | Cehia     | 45:44 47:33 41:22       | NT         |                         |        |
|     | Suraj Panwar Priyanka Goswami Suraj Panwar Priyanka Goswami                   | India     | 44:49 46:28 42:03       | NT         |                         | PN     |